# Enoplognatha sattleri
Enoplognatha sattleri es una especie de araña araneomorfa del género Enoplognatha, familia Theridiidae. Fue descrita científicamente por Bösenberg en 1895.
Habita en Madeira e islas Canarias.